# جانی چاپس
جانی چاپس (انگلیسی: Jonny Chops؛ زادهٔ ۱۲ فوریهٔ ۱۹۸۶) موسیقی‌دان اهل ایالات متحده آمریکا است.